# David Goldblatt (scrittore)
David Steven Goldblatt (Londra, 26 settembre 1965) è uno scrittore e giornalista britannico.

## Biografia
Goldblatt ha insegnato sociologia dello sport all'Università di Bristol e al Pitzer College. Nel 2010 ha prodotto un documentario audio per la BBC intitolato The Power and the Passion. Ha inoltre scritto per il The Guardian, il The Observer, il The Times Literary Supplement, il Financial Times e il The Independent, nonché per le riviste New Statesman, New Left Review e Prospect.
Tra i libri che ha pubblicato vi sono The Games: A Global History of the Olympics, The Game of Our Lives: The Meaning and Making of English Football, Futebol Nation: A Footballing History of Brazil e The Ball Is Round: A Global History of Football, (descritto come "seminale" nella trattazione della storia del calcio da Simon Kuper).

## Opere
- The Ball is Round: A Global History of Football, Penguin Books, 2007.
- The Football Book, Dorling Kindersley, 2009.
- How to Watch the Olympics, Penguin Books, 2012.
- Futebol Nation: A Footballing History of Brazil, Penguin Books, 2014.
- The Game of Our Lives: The Meaning and Making of English Football, Penguin Books, 2015.
- The Games: A Global History of the Olympics, Macmillan Publishers, 2016.